# 京都府道134号嵐山停車場線
京都府道134号嵐山停車場線（きょうとふどう134ごう あらしやまていしゃじょうせん）は、京都府京都市西京区を通る一般府道である。

## 概要
京都市西京区嵐山西一川町から京都市西京区嵐山中尾下町に至る。阪急嵐山線 嵐山駅から嵯峨街道までの短い道路。

### 路線データ
- 起点：京都市西京区嵐山西一川町（阪急嵐山線 嵐山駅前）
- 終点：京都市西京区嵐山中尾下町（京都府道29号宇多野嵐山山田線交点）

## 路線状況

### 道路施設

#### 橋梁
- 一ノ川橋（東一ノ井川、京都市西京区）

## 地理

### 通過する自治体
- 京都市（西京区）

### 交差する道路
| 交差する道路                            | 交差する場所 | 交差する場所 |
| --------------------------------------- | ------------ | ------------ |
| 京都府道29号宇多野嵐山山田線 / 嵯峨街道 | 嵐山中尾下町 | 終点         |

### 沿線
- 阪急嵐山線 嵐山駅
- 嵐山テニスクラブ